# Résolution 401 du Conseil de sécurité des Nations unies
Membres permanents
- Chine
- États-Unis
- France
- Royaume-Uni
- URSS

Membres non permanents
- Bénin
- Guyana
- Italie
- Japon
- Libye
- Pakistan
- Panama
- Roumanie
- Suède
- Tanzanie

Résolution no 400 Résolution no 402
La résolution 401 du Conseil de sécurité des Nations unies fut adoptée le 14 décembre 1976. Le Conseil a pris en note le rapport du Secrétaire général selon lequel, en raison des circonstances actuelles, la présence de la Force des Nations unies chargée du maintien de la paix à Chypre continuerait d'être essentielle pour un règlement pacifique. Le Conseil a fait part de ses préoccupations concernant les mesures susceptibles de faire monter les tensions et a demandé au secrétaire général de faire à nouveau un rapport avant le 30 avril 1977 pour suivre la mise en œuvre de la résolution.
Le Conseil a réaffirmé ses résolutions antérieures, y compris la résolution 365, a exprimé sa préoccupation face à la situation, a exhorté les parties concernées à œuvrer ensemble pour la paix et a une nouvelle fois prolongé le stationnement de la Force à Chypre jusqu'au 15 juin 1977.
La résolution 401 a été adoptée par 13 voix contre zéro, le Bénin et la Chine n'ont pas participé au vote.